# Massimo Piloni
Massimo Piloni (né le 21 août 1948 à Ancône en Italie) est un joueur de football italien, qui jouait au poste de gardien de but.

## Biographie
Formé par la Juventus, Piloni dit Pilade commence sa carrière dans le club de Serie C de l'Unione Sportiva Casertana 1908 avant d'être repris par la Juve l'année suivante (où il dispute son premier match le 9 mai 1970 lors d'un nul 0-0 contre Sheffield Wednesday). Ne parvenant pas à s'imposer au club, car troisième dans la hiérarchie des gardiens bianconeri derrière Roberto Anzolin et Roberto Tancredi, il rejoint en 1975 le Delfino Pescara 1936, où il reste jusqu'en 1978.
Il part ensuite rejoindre le Rimini Calcio puis termine sa carrière au Fermana Calcio.

## Palmarès
Juventus
| - Championnat d'Italie (3) : - Champion : 1971-72, 1972-73 et 1974-75. - Vice-champion : 1973-74. - Coupe des villes de foires : - Finaliste : 1970-71. |  | - Coupe d'Italie : - Finaliste : 1972-73. - Coupe des clubs champions : - Finaliste : 1972-73. |